# Anderson-Massiv (Antarktika)
Das Anderson-Massiv ist ein markantes, eisbedecktes Bergmassiv im Nordosten der Heritage Range, dem südlichen Teil des Ellsworthgebirges in der Westantarktis. Das Massiv durchmisst etwa 19 Kilometer und erreicht eine Höhe von 2190 m über dem Meeresspiegel.
Das Massiv wird im Norden vom Minnesota-Gletscher und im Süden vom Splettstoesser-Gletscher umflossen, die im Osten des Massivs aufeinandertreffen. Unmittelbar nördlich des Anderson Massif liegt an einem Gefälleknick des Minnesota-Gletschers ein Gletscherspaltengebiet, das Bowie Crevasse Field.
Zu den Gipfeln des Anderson Massif gehören der 1580 m hohe Huggler Peak im Norden und der 1910 m hohe Rullman Peak im Süden. Im östlichen Teil des Felsmassivs fließt der schmale Grimes-Gletscher gen Osten, wo er auf den Splettstoesser-Gletscher trifft.
Im späten Kambrium (Furongium) gab es vulkanische Aktivität im Gebiet des Anderson Massif.
Das amerikanische Advisory Committee on Antarctic Names benannte das Massiv nach dem Geologen John J. Anderson. Er leitete in der Saison 1961/1962 die Ellsworthgebirge-Expedition der University of Minnesota, die das Gebiet erkundete.